# Liste der Lieder von Vanessa Hudgens
Die folgende Liste enthält alle aufgenommenen und veröffentlichten Lieder der US-amerikanischen Sängerin Vanessa Hudgens. Alle Lieder sind mit dem zugehörigen Album, den Autoren und dem Veröffentlichungsjahr angegeben.

### $
| Titel           | Autoren | Album | Jahr |
| --------------- | ------- | ----- | ---- |
| $$$ex (mit YLA) |         |       | 2013 |

### A
| Titel                                              | Autoren                                                        | Album                              | Jahr |
| -------------------------------------------------- | -------------------------------------------------------------- | ---------------------------------- | ---- |
| Afraid                                             | Tim James, Leah Haywood, Bradley Spalter                       | V                                  | 2006 |
| All For One (mit High School Musical Cast)         |                                                                | High School Musical 2              | 2007 |
| Amazed (mit Lil Mama)                              | Lukasz Gottwald, Cathy Dennis, Benjamin Levin, Niatia Kirkland | Identified                         | 2008 |
| A Night to Remember (mit High School Musical Cast) |                                                                | High School Musical 3: Senior Year | 2008 |

### B
| Titel                         | Autoren       | Album               | Jahr |
| ----------------------------- | ------------- | ------------------- | ---- |
| Breaking Free (mit Zac Efron) | Jamie Houston | High School Musical | 2006 |

### C
| Titel                                 | Autoren                                                 | Album                              | Jahr |
| ------------------------------------- | ------------------------------------------------------- | ---------------------------------- | ---- |
| Can I Have This Dance (mit Zac Efron) |                                                         | High School Musical 3: Senior Year | 2008 |
| Colors of the Wind                    | Alan Menken                                             | Disneymania 5                      | 2007 |
| Come Back to Me                       | Antonina Armato, Tim James, Peter Beckett, J.C. Crowley | V                                  | 2006 |
| Committed                             | Antonina Armato, Tim Price                              | Identified                         | 2008 |

### D
| Titel                       | Autoren                                     | Album      | Jahr |
| --------------------------- | ------------------------------------------- | ---------- | ---- |
| Did It Ever Cross Your Mind | Johnny Vieira                               | Identified | 2008 |
| Don't Ask Why               | Lukasz Gottwald, Cathy Dennis, Beau Dozier  | Identified | 2008 |
| Don't Leave                 | Antonina Armato, Tim James, Jesse McCartney | Identified | 2008 |
| Don't Talk                  | Alex Cantrall                               | V          | 2006 |
| Drip Drop                   | Alex Cantrall                               | V          | 2006 |
| Drive                       | Leah Haywood, David Norland                 | V          | 2006 |

### E
| Titel                    | Autoren | Album                 | Jahr |
| ------------------------ | ------- | --------------------- | ---- |
| Everyday (mit Zac Efron) |         | High School Musical 2 | 2007 |
| Everything I Own         |         | Bandslam              | 2009 |

### F
| Titel           | Autoren                       | Album      | Jahr |
| --------------- | ----------------------------- | ---------- | ---- |
| First Bad Habit | Lukasz Gottwald, Cathy Dennis | Identified | 2008 |

### G
| Titel                               | Autoren                                                                                           | Album                 | Jahr |
| ----------------------------------- | ------------------------------------------------------------------------------------------------- | --------------------- | ---- |
| Gone with the Wind                  | Maimouna Youseff, Kara DioGuardi, Walter Afanasieff, Emanuel Kiriakou, Zukhan Bey, Brandon Howard | Identified            | 2008 |
| Gotta Go My Own Way (mit Zac Efron) |                                                                                                   | High School Musical 2 | 2007 |

### H
| Titel                                              | Autoren                                     | Album                              | Jahr |
| -------------------------------------------------- | ------------------------------------------- | ---------------------------------- | ---- |
| High School Musical (mit High School Musical Cast) |                                             | High School Musical 3: Senior Year | 2008 |
| Hook It Up                                         | Antonina Armato, Tim James, Devrim Karaoglu | Identified                         | 2008 |

### I
| Titel                                                          | Autoren                                   | Album               | Jahr |
| -------------------------------------------------------------- | ----------------------------------------- | ------------------- | ---- |
| I Can't Take My Eyes Off Of You (mit High School Musical Cast) |                                           | High School Musical | 2006 |
| Identified                                                     | Lukasz Gottwald, Cathy Dennis, Max Martin | Identified          | 2008 |

### J
| Titel                                                                | Autoren | Album                              | Jahr |
| -------------------------------------------------------------------- | ------- | ---------------------------------- | ---- |
| Just Wanna Be With You (mit Zac Efron, Lucas Grabeel & Olesya Rulin) |         | High School Musical 3: Senior Year | 2008 |

### L
| Titel                                        | Autoren                                                                     | Album      | Jahr |
| -------------------------------------------- | --------------------------------------------------------------------------- | ---------- | ---- |
| Last Night                                   | Silya Nymoen, Scott Jacoby                                                  | Identified | 2008 |
| Lay with Me (Phantoms feat. Vanessa Hudgens) | Cassandra Stoberg, Clara Hagman, Kyle Kaplan, Neil Ormandy, Vincent Pergola |            | 2018 |
| Let Go                                       | Andrew Bojanic, Elizabeth Hooper, Ivy Levan                                 | V          | 2006 |
| Let's Dance                                  | Matthew Gerrard, Jonas Jeberg, Bridget Benenate                             | V          | 2006 |
| Lose Your Love                               | Johnny Vieira                                                               | V          | 2006 |

### M
| Titel         | Autoren                         | Album | Jahr |
| ------------- | ------------------------------- | ----- | ---- |
| Make You Mine | Matthew Gerrard, Kara DioGuardi | V     | 2006 |

### N
| Titel                                       | Autoren                       | Album                              | Jahr |
| ------------------------------------------- | ----------------------------- | ---------------------------------- | ---- |
| Never Underestimate a Girl                  | Matthew Gerrard, Robbie Nevil | V                                  | 2006 |
| Now Or Never (mit High School Musical Cast) |                               | High School Musical 3: Senior Year | 2008 |

### P
| Titel             | Autoren                                  | Album      | Jahr |
| ----------------- | ---------------------------------------- | ---------- | ---- |
| Paper Cut         | Johnny Vieira                            | Identified | 2008 |
| Party On the Moon | Chris Rojas, Nasri Atweh, Adam Messinger | Identified | 2008 |
| Promise           | Tim James, Leah Haywood, Shelly Peiken   | V          | 2006 |
| Psychic           | Johnny Vieira                            | V          | 2006 |

### R
| Titel                                           | Autoren                                     | Album                              | Jahr |
| ----------------------------------------------- | ------------------------------------------- | ---------------------------------- | ---- |
| Rather Be with You                              | Andrew Bojanic, Elizabeth Hooper, Ivy Levan | V                                  | 2006 |
| Reminding Me (Shawn Hook feat. Vanessa Hudgens) | Shawn Hook, Jonas Jeberg, Ethan Thompson    | My Side of Your Story              | 2017 |
| Right Here, Right Now (mit Zac Efron)           | Jamie Houston                               | High School Musical 3: Senior Year | 2008 |

### S
| Titel                                                  | Autoren                                                | Album               | Jahr |
| ------------------------------------------------------ | ------------------------------------------------------ | ------------------- | ---- |
| Say OK                                                 | Arnthor Birgisson, Savan Kotecha                       | V                   | 2006 |
| Set It Off                                             | Klas Ahlund, Lukasz "Doctor Luke" Gottwald, Max Martin | Identified          | 2008 |
| Sneakernight                                           | Silya Nymoen, Jonathan Rotem                           | Identified          | 2008 |
| Start of Something New (mit Zac Efron)                 |                                                        | High School Musical | 2006 |
| Still There for Me (Corbin Bleu feat. Vanessa Hudgens) | Bridget Benenate, Matthew Gerrard                      | Another Side        | 2007 |

### T
| Titel         | Autoren                                  | Album | Jahr |
| ------------- | ---------------------------------------- | ----- | ---- |
| Too Emotional | Antonina Armato, Tim James, Nicky Scappa | V     | 2006 |

### V
| Titel      | Autoren                                            | Album      | Jahr |
| ---------- | -------------------------------------------------- | ---------- | ---- |
| Vulnerable | Nick Scapa, Tim James, John Fasse, Antonina Armato | Identified | 2008 |

### W
| Titel                                                     | Autoren                                | Album                              | Jahr |
| --------------------------------------------------------- | -------------------------------------- | ---------------------------------- | ---- |
| Walk Away                                                 |                                        | High School Musical 3: Senior Year | 2008 |
| We're All in This Together (mit High School Musical Cast) |                                        | High School Musical                | 2006 |
| Whatever Will Be                                          | Savan Kotecha, Carl Falk, Jake Schulze | V                                  | 2006 |
| What I've Been Looking For (Reprise) (mit Zac Efron)      |                                        | High School Musical                | 2006 |
| What Time Is It? (mit High School Musical Cast)           |                                        | High School Musical 2              | 2007 |
| When There Was Me and You                                 |                                        | High School Musical                | 2006 |
| Winter Wonderland                                         | Felix Bernard                          | A Very Special Christmas 7         | 2009 |
| Work This Out (mit High School Musical Cast)              |                                        | High School Musical 2              | 2007 |

### Y
| Titel                                                  | Autoren       | Album                 | Jahr |
| ------------------------------------------------------ | ------------- | --------------------- | ---- |
| You Are the Music In Me (mit Zac Efron & Olesya Rulin) | Jamie Houston | High School Musical 2 | 2007 |